# سیارک ۲۵۸۹۹
سیارک ۲۵۸۹۹ (به انگلیسی: 25899 Namratanand، نامگذاری:2000YE61)۲۵۸۹۹مین سیارک کشف شده‌است که در ۳۰ دسامبر ۲۰۰۰ کشف شد.